# Dina Garipova
Dina Garipova (ryska: Дина Гарипова), född 25 mars 1991 i Zelenodolsk, är en rysk sångerska.

## Karriär

### Eurovision Song Contest 2013

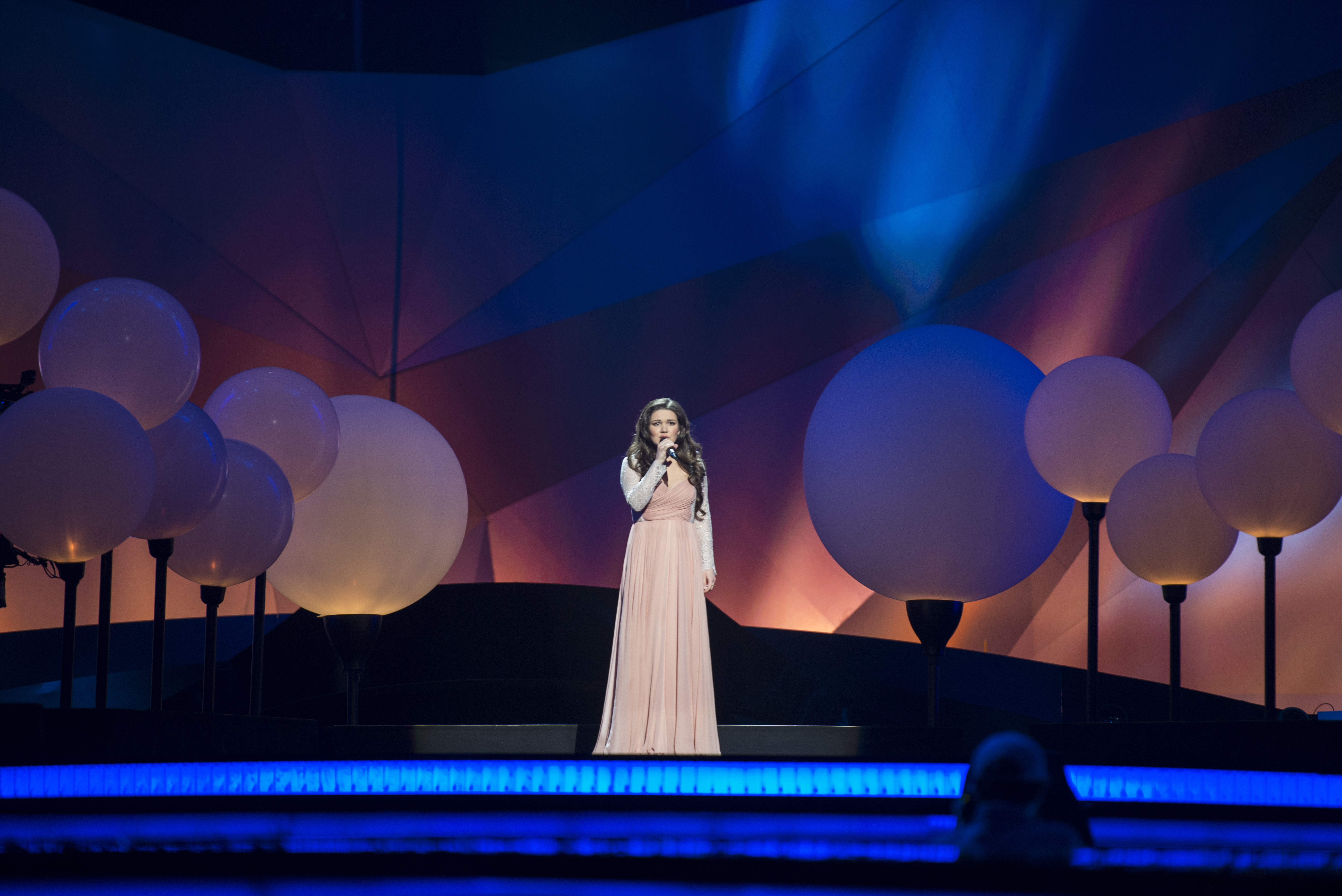
Dina Garipova framför "What If"

Den 19 februari 2013 blev det klart att Garipova kommer att representera Ryssland i Eurovision Song Contest 2013 med låten What If, skriven av Joakim Björnberg, Gabriel Alares och Leonid Gutkin.

## Diskografi

### Singlar
- 2013 - "What If"